# Otto Gaudig

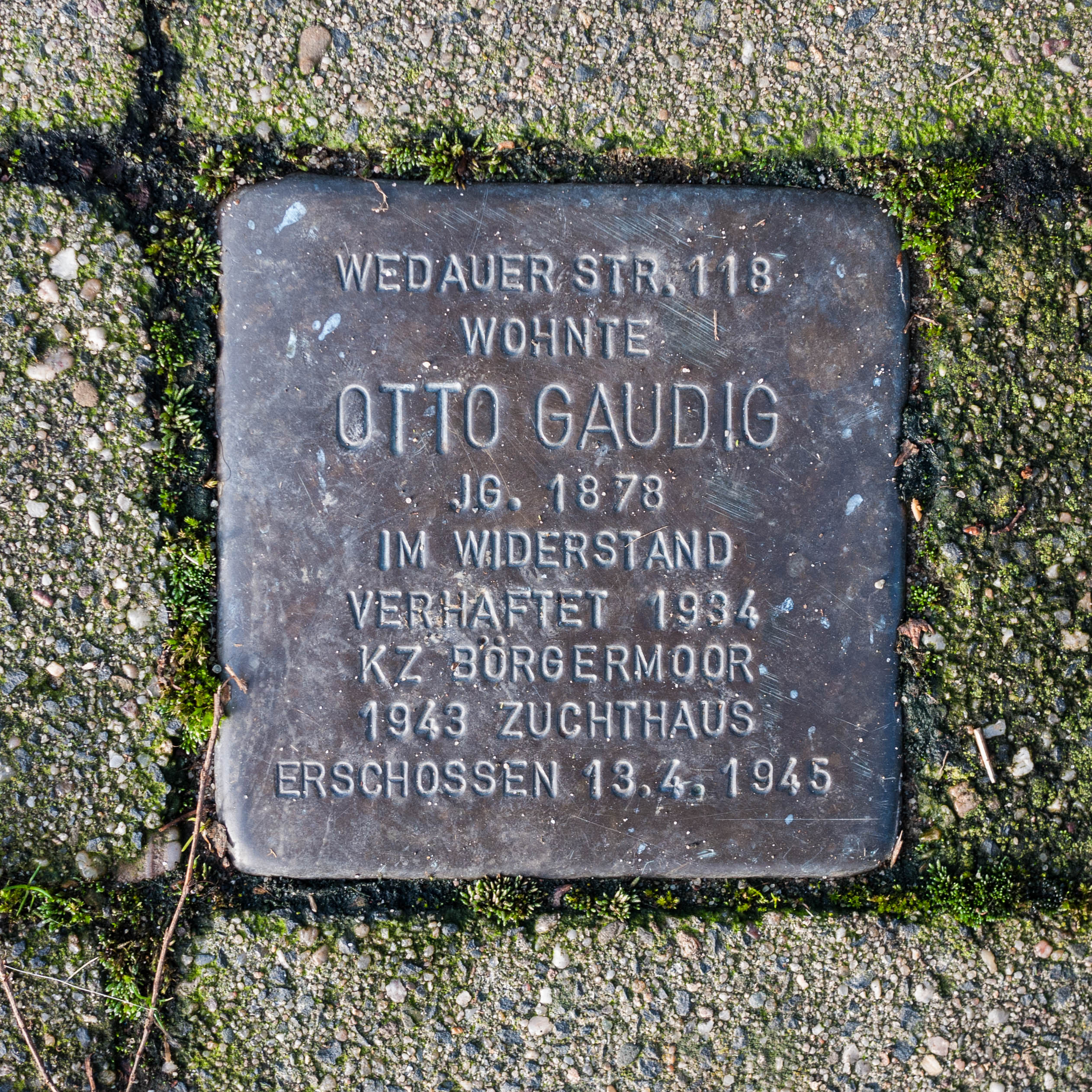
Stolperstein an der Wedauer Straße in Mülheim

Otto Gaudig (* 27. Januar 1878 in Leißling; † 13. April 1945 in der Nähe von Langenfeld) war von 1924 bis 1933 Stadtverordneter der KPD in Mülheim an der Ruhr und Gegner des NS-Regimes.

## Leben
Otto Gaudig wurde im sächsischen Leißling als uneheliches Kind von Sofia Klara Gaudig geboren. Von den Großeltern aufgezogen, erlernte er auf Wunsch des Großvaters den Beruf des Schuhmachers. Nach der Ausbildung fand er Arbeit in Wiesbaden, Düsseldorf und Köln. 1898 leistete er seinen Wehrdienst als Kompanieschuster ab und arbeitete ab 1900 als Fräser für Krupp in Essen. Verheiratet war er mit Johanna Gaudig, geb. Ferber. Sie war 20 Jahre alt, als 1904 Theo Gaudig als ältestes von insgesamt fünf Kindern geboren wurde. 1906 engagierte sich Otto Gaudig in der SPD, womit seine politische Betätigung begann. 1907 kehrte er in seinen Geburtsort Leißling zurück, um dort zunächst als Schuhmacher und später als Geflügelzüchter seinen Lebensunterhalt zu verdienen. Nach kurzer Zeit kehrte er dann wieder ins Ruhrgebiet zurück, ließ sich in Mülheim an der Ruhr nieder und fand Arbeit bei seinem alten Arbeitgeber Krupp.
Nach dem Ersten Weltkrieg begann seine eigentliche politische Karriere. Er trat aus der SPD aus und schloss sich dem Spartakusbund an. 1919 war er Delegierter des Essener Arbeiter- und Soldatenrates und wurde 1924 erstmals als Stadtverordneter der KPD in den Mülheimer Stadtrat gewählt. Im gleichen Jahr entließ ihn sein Arbeitgeber, da er zu den Anführern eines Arbeiteraufstandes gehörte.
1927 und 1928 war Gaudig Mitglied im Finanz- und Kulturausschuss der Stadt Mülheim an der Ruhr. 1929 wurde er erneut zum Stadtverordneten der KPD gewählt und 1933 in diesem Amt bestätigt. Kurz darauf kam es zum Verbot der KPD und zu seiner Verhaftung. Otto Gaudig wurde in das KZ Börgermoor transportiert, wo er bis zum März 1934 inhaftiert blieb. Ab 1942 hatte er Kontakt mit seinem ehemaligen KPD-Weggefährten Willi Seng. Dadurch geriet er in das Visier der Gestapo. Man warf ihm vor, den Wiederaufbau der KPD zu betreiben und verhaftete ihn im Februar 1943 erneut. Am 24. August 1944 wurde Otto Gaudig vom Oberlandesgericht Hamm wegen „Vorbereitung zum Hochverrat“ zu einer Freiheitsstrafe von acht Jahren verurteilt.
Am 13. April 1945, wenige Wochen vor der Befreiung durch die Amerikaner, wurde Otto Gaudig von der Gestapo zusammen mit zwölf Mitgefangenen aus dem Zuchthaus geholt und in der Wenzelnbergschlucht bei Langenfeld erschossen.
An Otto Gaudig erinnert ein Stolperstein in der Wedauer Straße in Mülheim an der Ruhr.

## Weitere Quellen
- Stadtarchiv Mülheim an der Ruhr, Bestand 1550 Nr. 1 (Mülheimer Persönlichkeiten)
- Stadtarchiv Mülheim an der Ruhr, Bestand 2001 (Wiedergutmachungsakten)

| Personendaten    | Personendaten                     |
| ---------------- | --------------------------------- |
| NAME             | Gaudig, Otto                      |
| KURZBESCHREIBUNG | deutscher Kommunalpolitiker (KPD) |
| GEBURTSDATUM     | 27. Januar 1878                   |
| GEBURTSORT       | Leißling                          |
| STERBEDATUM      | 13. April 1945                    |
| STERBEORT        | bei Langenfeld                    |